# Lustivka, Nijîn
Lustivka (în ucraineană Лустівка) este un sat în comuna Talalaiivka din raionul Nijîn, regiunea Cernihiv, Ucraina.

## Demografie
Componența lingvistică a localității Lustivka
     Ucraineană (100%)
Conform recensământului din 2001, toată populația localității Lustivka era vorbitoare de ucraineană (100%).